# Josef Adam Joakim Pippingsköld

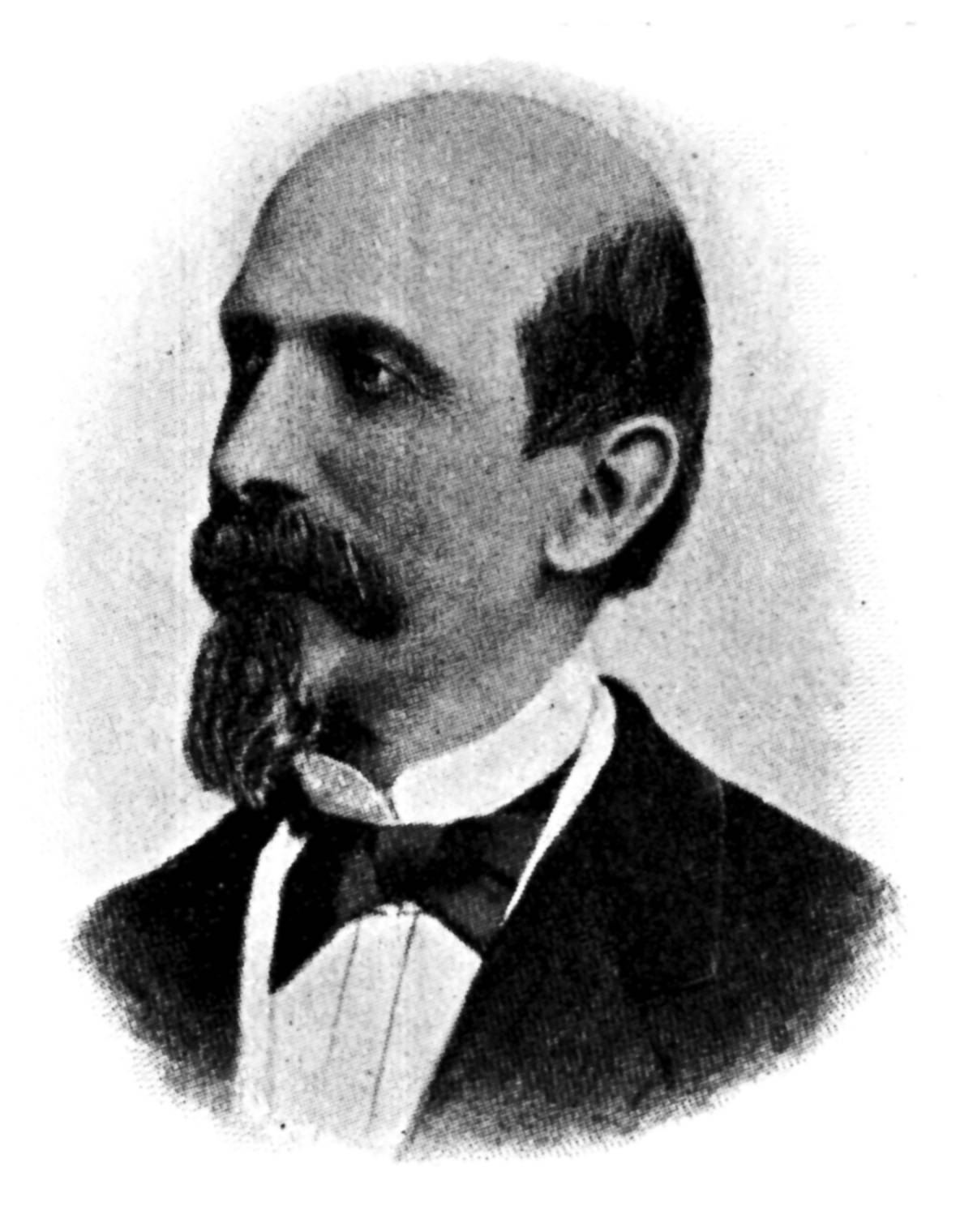
Josef Adam Joakim Pippingsköld

Josef Adam Joakim Pippingsköld (ur. 5 listopada 1825 w Lemu, zm. 12 marca 1893 w Helsinkach) – fiński lekarz i chirurg. Ukończył studia w 1850 roku, w 1858 otrzymał licencjat, w 1860 roku został doktorem medycyny i chirurgii. W 1861 roku został docentem, od 1870 roku profesor położnictwa i pediatrii w Helsinkach. 

## Wybrane prace
- Studier in kretsloppets och de organiska musklernas dynamik (1857)
- Om bäckenets mekanism och variabla former (1861)